# 高宇洋
高 宇洋（こう たかひろ、1998年4月20日 - ）は、神奈川県川崎市中原区出身のプロサッカー選手。Jリーグ・FC東京所属。ポジションはミッドフィールダー（MF）。

## 来歴
元中国代表の高升と日本人の母の間に生まれる。
ジュニアユースクラブのFC中原でサッカーを始め、小学校3年生で川崎フロンターレの下部組織に入団。
ユース昇格の誘いもあったが、これを断って千葉県のサッカー強豪校である船橋市立船橋高等学校に進学し、1年生からレギュラーとして全国高校総体出場に貢献。またこの時期に日本国籍を選択している。
2年生までは2列目でプレーをしていたが、高校3年生になるとボランチにコンバートされ、高校総体の優勝に貢献した。
2016年9月1日、複数のJクラブの争奪戦の末ガンバ大阪への内定が発表された。高校最後の大会となった第95回高校サッカー選手権では2回戦で前橋育英高等学校に敗戦し、夏冬2冠を達成することはできなかった。
2017年は主にU-23チームでプレー。3月12日、J3開幕戦のガイナーレ鳥取戦でプロ入り初先発を果たした。7月22日に行われた第18節カターレ富山戦において規定の出場時間を満たし、8月14日にA契約への移行が発表された。
2018年もシーズン当初はU-23チームに帯同。4月1日に行われたJ3第5節の藤枝MYFC戦でプロ入り初得点を決めた。夏にかけてトップチームに帯同するようになり、7月28日、J1第18節の鹿島アントラーズ戦でJ1リーグ初先発を果たした。8月11日、第21節のFC東京戦では両チーム最多の走行距離でチームの勝利に貢献した。
2019年2月23日、開幕戦の横浜F・マリノス戦でプロ入り初の開幕スタメンを飾り、2019年5月にはトゥーロン国際大会に挑むU-22日本代表に初招集された。
しかし、トゥーロン国際大会から帰国後は出場機会を減らし、夏の移籍期間である8月15日にJ2・レノファ山口FCに育成型期限付きで移籍で加入することが発表された。
2020年10月14日、第26節のツエーゲン金沢戦で移籍後初得点を決めた。
2021年からアルビレックス新潟に完全移籍で加入した。移籍1年目からチームの主力を務め、2022シーズンにはJ2優勝・J1昇格に貢献。
2023年9月23日、第28節の横浜FC戦でJ1初得点を決めた。
2023年12月5日、FC東京へ完全移籍で加入することが発表された。

## 人物
2022年5月27日、一般の女性と結婚したことを発表した。

## 所属クラブ
- FC中原
- 2007年 - 2010年 川崎フロンターレU-12（川崎市立中原小学校）
- 2011年 - 2013年 川崎フロンターレU-15（川崎市立宮内中学校）
- 2014年 - 2016年 市立船橋高等学校
- 2017年 - 2020年  ガンバ大阪
  - 2019年8月 - 2020年  レノファ山口FC（育成型期限付き移籍）
- 2021年 - 2023年  アルビレックス新潟
- 2024年 -  FC東京

## 個人成績
| 国内大会個人成績 | 国内大会個人成績 | 国内大会個人成績 | 国内大会個人成績 | 国内大会個人成績 | 国内大会個人成績 | 国内大会個人成績 | 国内大会個人成績 | 国内大会個人成績 | 国内大会個人成績 | 国内大会個人成績 | 国内大会個人成績 |
| 年度             | クラブ           | 背番号           | リーグ           | リーグ戦         | リーグ戦         | リーグ杯         | リーグ杯         | オープン杯       | オープン杯       | 期間通算         | 期間通算         |
| 年度             | クラブ           | 背番号           | リーグ           | 出場             | 得点             | 出場             | 得点             | 出場             | 得点             | 出場             | 得点             |
| 日本             | 日本             | 日本             | 日本             | リーグ戦         | リーグ戦         | リーグ杯         | リーグ杯         | 天皇杯           | 天皇杯           | 期間通算         | 期間通算         |
| ---------------- | ---------------- | ---------------- | ---------------- | ---------------- | ---------------- | ---------------- | ---------------- | ---------------- | ---------------- | ---------------- | ---------------- |
| 2017             | G大阪            | 34               | J1               | 0                | 0                | 0                | 0                | 0                | 0                | 0                | 0                |
| 2018             | G大阪            | 28               | J1               | 12               | 0                | 1                | 0                | 0                | 0                | 13               | 0                |
| 2019             | G大阪            | 28               | J1               | 6                | 0                | 6                | 0                | 0                | 0                | 12               | 0                |
| 2019             | 山口             | 16               | J2               | 12               | 0                | -                | -                | -                | -                | 12               | 0                |
| 2020             | 山口             | 6                | J2               | 41               | 1                | -                | -                | -                | -                | 41               | 1                |
| 2021             | 新潟             | 8                | J2               | 41               | 1                | -                | -                | 2                | 0                | 43               | 1                |
| 2022             | 新潟             | 8                | J2               | 39               | 1                | -                | -                | 0                | 0                | 39               | 1                |
| 2023             | 新潟             | 8                | J1               | 31               | 1                | 2                | 0                | 2                | 0                | 35               | 2                |
| 2024             | FC東京           | 8                | J1               | 35               | 3                | 3                | 0                | 1                | 0                | 39               | 3                |
| 通算             | 日本             | 日本             | J1               | 84               | 4                | 12               | 0                | 3                | 0                | 99               | 3                |
| 通算             | 日本             | 日本             | J2               | 133              | 3                | -                | -                | 2                | 0                | 135              | 3                |
| 総通算           | 総通算           | 総通算           | 総通算           | 217              | 7                | 12               | 0                | 5                | 0                | 234              | 7                |

| 2017   | G大23  | 34     | J3     | 28 | 0 | 28 | 0 |
| 2018   | G大23  | 28     | J3     | 20 | 3 | 20 | 3 |
| 2019   | G大23  | 28     | J3     | 3  | 0 | 3  | 0 |
| 通算   | 日本   | 日本   | J3     | 51 | 3 | 51 | 3 |
| 総通算 | 総通算 | 総通算 | 総通算 | 51 | 3 | 51 | 3 |

| 国際大会個人成績 | 国際大会個人成績 | 国際大会個人成績 | 国際大会個人成績 | 国際大会個人成績 |
| 年度             | クラブ           | 背番号           | 出場             | 得点             |
| AFC              | AFC              | AFC              | ACL              | ACL              |
| ---------------- | ---------------- | ---------------- | ---------------- | ---------------- |
| 2017             | G大阪            | 34               | 0                | 0                |
| 通算             | AFC              | AFC              | 0                | 0                |

- Jリーグ初出場 - 2017年3月12日 J3第1節 vsガイナーレ鳥取（市立吹田サッカースタジアム）
- Jリーグ初得点 - 2018年4月1日 J3第5節 vs藤枝MYFC（パナソニックスタジアム吹田）

## タイトル

### チーム
市立船橋高校
- 全国高等学校総合体育大会サッカー競技大会：1回（2016年）

アルビレックス新潟
- J2リーグ：1回（2022年）

### 個人
- 第51回全国高等学校総合体育大会サッカー競技大会・優秀選手（2016年）
- J2リーグ・ベストイレブン（2022年）

## 代表歴
- U-22日本代表
  - トゥーロン国際大会（2019年）
  - キリンチャレンジカップ（2019年）